# Denis Calvaert

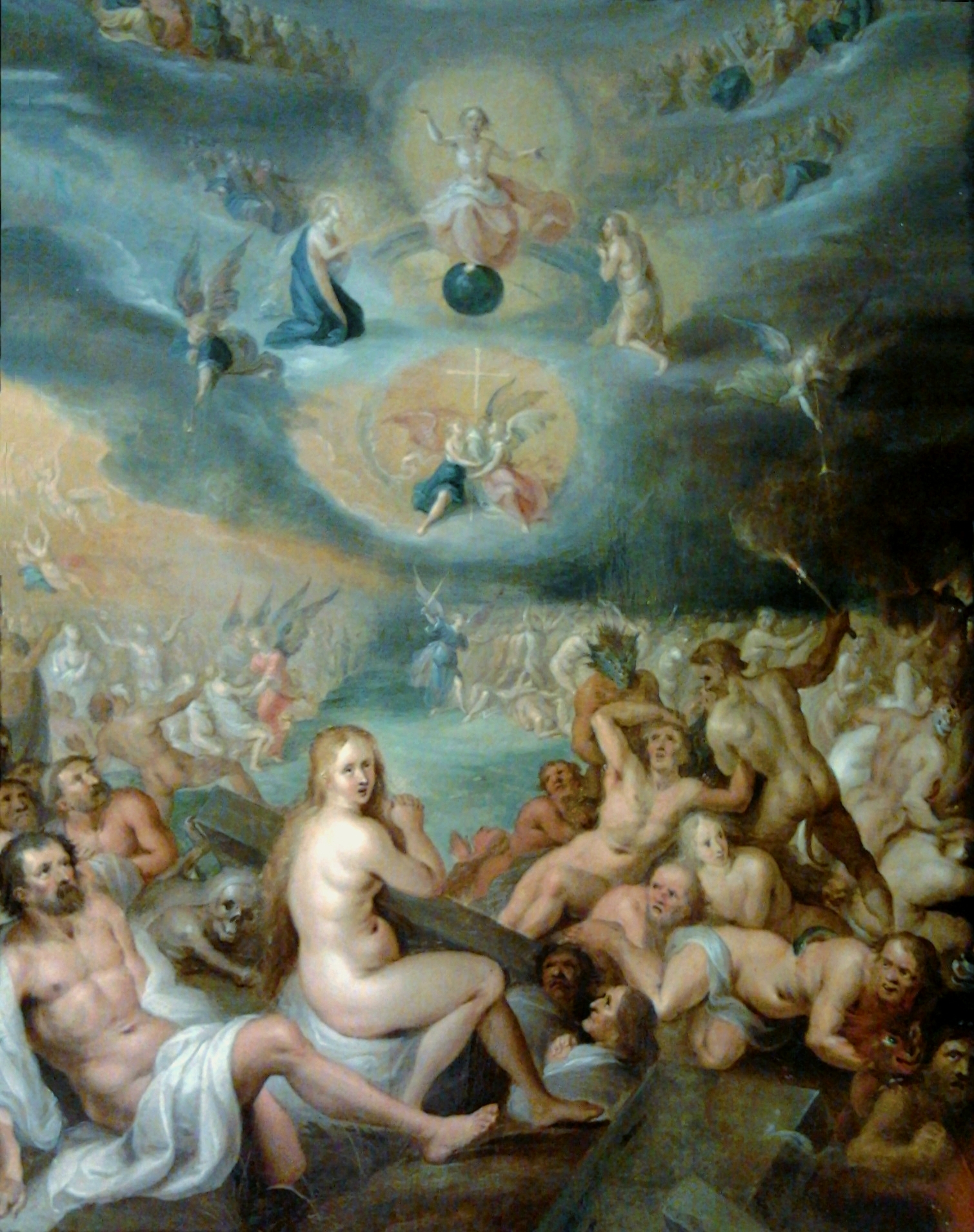
Sąd Ostateczny (przeł. XVI i XVII w.) Muzeum Narodowe w Krakowie

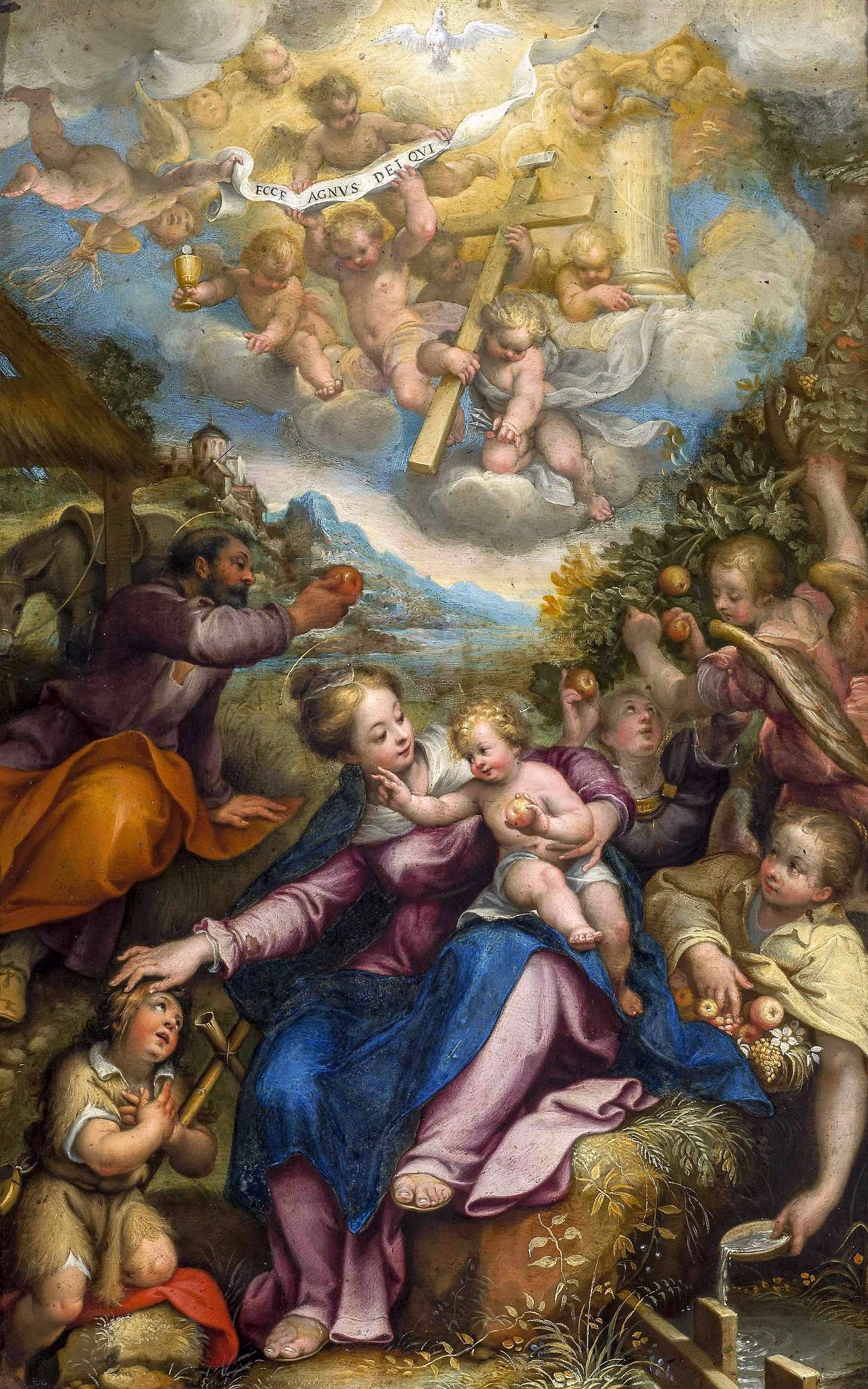
Odpoczynek w czasie ucieczki do Egiptu (1590-1600) Muzeum Narodowe w Warszawie

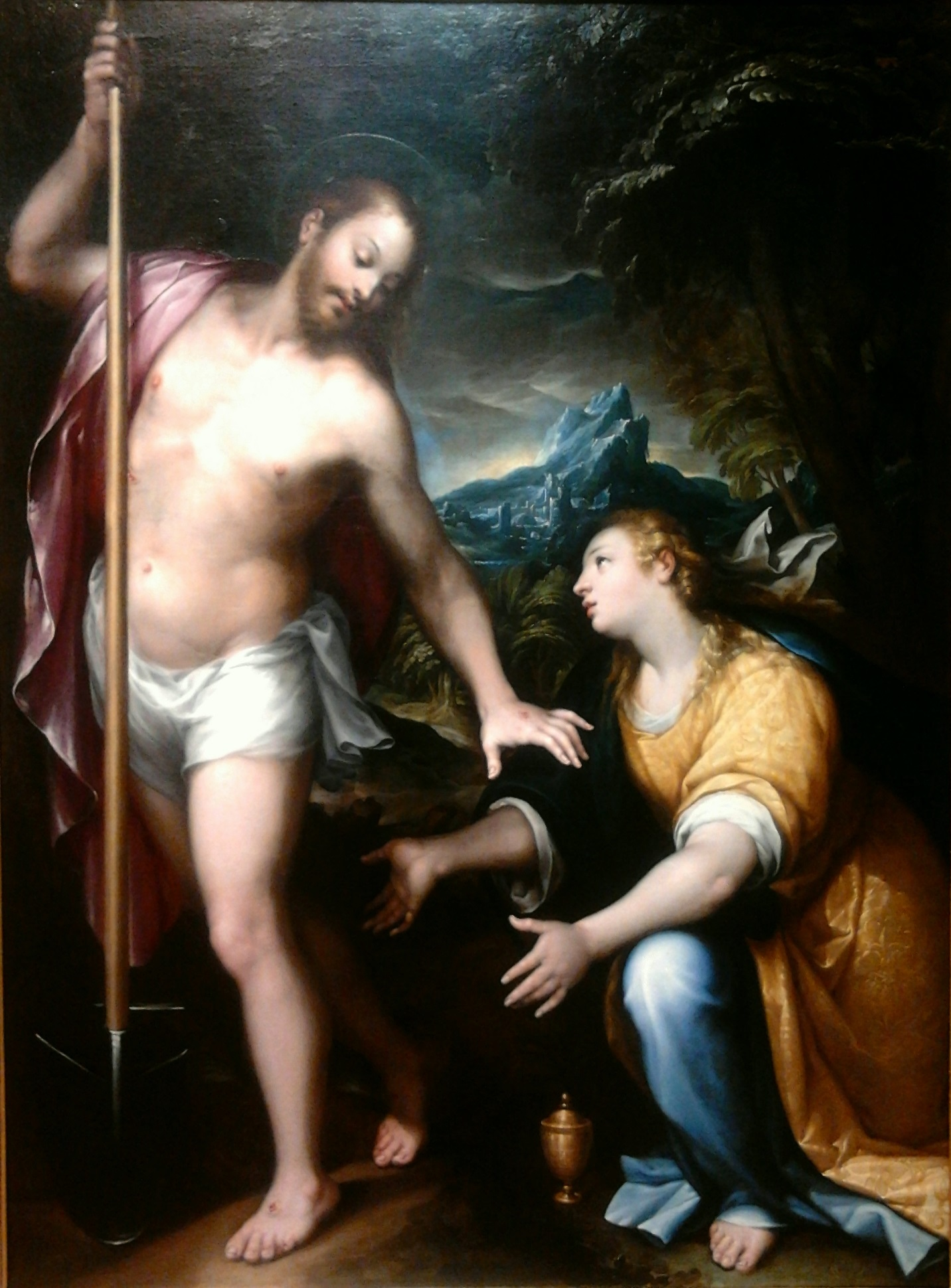
Noli me tangere (ok. 1600) Muzeum Narodowe w Warszawie

Denis Calvaert (wym. /ˈdɛnɪs kɑɫˈvaːrt/; wł. Dionisio Fiammingo) (ur. ok. 1540 w Antwerpii, zm. 17 marca 1619 w Bolonii) – flamandzki malarz renesansowy, działający głównie we Włoszech.
W Antwerpii uczył się malarstwa pejzażowego od Christiaena van Queecborne, później wyjechał do Bolonii, gdzie został uczniem Prospera Fontany. W 1572 roku wyjechał do Rzymu, gdzie asystował Lorenzo Sabbatiniemu w tworzeniu dekoracji w pałacu papieskim w Watykanie.
Po powrocie do Bolonii, osiadł w niej na stałe i założył własną pracownię. Jego uczniami byli m.in. Guido Reni, Giovanni Battista Bertusio, Francesco Albani oraz Domenichino. Konkurował z inną bolońską szkołą, stworzoną przez Lodovico Carracciego.
Studiował architekturę, anatomię i historię. W swojej twórczości, głównie o tematyce religijnej, stosował głęboką perspektywę oraz bogatą kolorystykę. Zaliczany jest do przedstawicieli manieryzmu. Jego obrazy przechowywane są w galeriach w Bolonii, Florencji, Petersburgu, Parmie i Caen.